# Holotrichia tsignata
Holotrichia tsignata är en skalbaggsart som beskrevs av Zhang 1964. Holotrichia tsignata ingår i släktet Holotrichia och familjen Melolonthidae. Inga underarter finns listade i Catalogue of Life.